# بیلیانا پاولووا دیمیترووا
 بیلیانا پاولووا دیمیترووا (انگلیسی: Biljana Pawlowa-Dimitrova؛ زادهٔ ۲۰ ژانویهٔ ۱۹۷۸) یک تنیس‌باز اهل بلغارستان است.